# Kristine Froseth
Kristine Froseth (New Jersey, 1995. szeptember 21. –) amerikai színésznő.

## Élete és pályafutása
1995. szeptember 21-én született Summitban (New Jersey), norvég szülők gyermekeként. Gyerekkorát Oslo és New Jersey között utazgatva töltötte apja munkája miatt.

## Magánélete
2022-ben elkezdett randizni Guy Remmersszel, akivel a The Buccaneers forgatásán ismerkedett meg.

## Filmográfia

### Film
| Év   | Magyar cím                   | Eredeti cím               | Szerep              | Magyar hang   |
| ---- | ---------------------------- | ------------------------- | ------------------- | ------------- |
| 2017 | Salinger                     | Rebel in the Rye          | Shirley Blaney      |               |
| 2018 | Sierra Burgess egy lúzer     | Sierra Burgess Is a Loser | Veronica            | Pekár Adrienn |
| 2018 | Apostol                      | Apostle                   | Ffion               |               |
| 2019 |                              | Prey                      | Madeleine           |               |
| 2019 | Apály                        | Low Tide                  | Mary                | Mayer Szonja  |
| 2019 | Az asszisztens               | The Assistant             | Sienna              |               |
| 2021 | Paradicsommadarak            | Birds of Paradise         | Marine Elise Durand |               |
| 2022 | Késői virágzás               | Sharp Stick               | Sarah Jo            | Pekár Adrienn |
| 2022 | Hogyan robbants csővezetéket | How to Blow Up a Pipeline | Rowan               |               |
| 2023 |                              | Snorkeling                | Jameson             |               |
| 2024 |                              | Desert Road               | Clare               |               |
| 2024 |                              | Oh, Canada                | Alicia Fife         |               |

### Televízió
| Év    | Magyar cím            | Eredeti cím                              | Szerep              | Megjegyzés              |
| ----- | --------------------- | ---------------------------------------- | ------------------- | ----------------------- |
| 2013  |                       | New Face                                 | Önmaga              | websorozat              |
| 2016  |                       | Junior                                   | Jess                | főszerep (10 epizód)    |
| 2017  |                       | Let the Right One In                     | Eli                 | kiadatlan próbaepizód   |
| 2018  |                       | The Truth About the Harry Quebert Affair | Nola Kellergan      | minisorozat (10 epizód) |
| 2019  | A Társadalom          | The Society                              | Kelly               | főszerep (10 epizód)    |
| 2019  | Alaska nyomában       | Looking for Alaska                       | Alaska Young        | minisorozat (8 epizód)  |
| 2020  |                       | When the Streetlights Go On              | Chrissy Monroe      | minisorozat (10 epizód) |
| 2022  |                       | The First Lady                           | Betty Ford fiatalon | 5 epizód                |
| 2022  | Amerikai Horror Story | American Horror Stories                  | Coby Rae Dellum     | 1 epizód                |
| 2023– | The Buccaneers        | The Buccaneers                           | Nan St. George      | főszerep (16 epizód)    |